# 洛叉
洛叉 (らくしゃ、サンスクリット: लक्ष lakṣa)は、インドの命数法における十万（100000、 105）を表す数の単位である。現代南アジア諸語ではラーク（ヒンディー語: लाख, ウルドゥー語: لاکھ 英語: lakh ([læk, lɑːk]）と呼ばれ、バングラデシュ、インド、ミャンマー、ネパール、パキスタン、スリランカでは広く公的もしくは私的な場面で使用されている。インド英語、パキスタン英語、スリランカ英語でも頻繁に使用される。パキスタンでは、インドの命数法を英語ではなくウルドゥー語もしくは他のパキスタンの言語で使用されているためである。
「洛叉」という漢字は玄奘訳『阿毘達磨倶舎論』に見られる。真諦訳では「洛沙」の字をあてる。漢訳仏典では「百千」としたり、紛らわしいが「億」（下数の用法）と訳されることもある。

## 使用法
インド英語もしくはパキスタン英語ではlakhは、名詞修飾語か否か、複数形(-s)を表記するか否かのバリエーションで、"1 lakh people", "1 lakh of people", "200 lakh rupees", "5 lakh of rupees", "rupees 10 lakhs", "5 lakhs of rupees"などと表記される。"₹5L"（5洛叉ルピー）等と省略した形で表記される事もしばしばである。100洛叉は倶胝と呼ばれ、10000000（指数表記では 107）と同じである。
華厳経の八十華厳・四十華厳では、その倶胝を基準に2乗するごとに次の単位としていき、すなわち倶胝の2乗を阿庾多（1014）、阿庾多の2乗を那由他（1028、日本の一般的な命数法における那由他とは異なる）、那由他の2乗を頻波羅（1056）、以下矜羯羅（10112）、阿伽羅（10224）、最勝（八十華厳）／微湿伐羅（四十華厳）（10448）…などと多数の単位を設定していき、最終的には不可説不可説転（八十華厳の107×2122≒103.7×1037の値が有名だが、四十華厳ではそれより大きい107×2142≒103.9×1043）という非常に巨大な数を示すことで、悟りの功徳の大きさを表現している（命数法#仏典の数詞も参照）。一方で六十華厳でも、ある数に2乗を繰り返して最終的に巨大な数として悟りの功徳の大きさを表現しているが、その六十華厳の巨大な数に至る最初の文は「百千百千名一拘梨」としており、その「百千」は洛叉に当たると考えられ、拘梨は1010に当たり、その2乗を不変（1020）、更にその2乗を那由他（1040、一般数詞とも八十華厳・四十華厳とも異なる）、以下鞞婆邏（1080）、作（10160）、来（10320）…としていき、最終的な単位は不可説転転（1010×2120≒101.3×1037）としている。
lakh は位取りとして使われるので、例えば百万は、1,000,000 ではなく、10,00,000 と表記される。インドの命数法を参照。

### 通貨の単位
ウルドゥー語の日常会話、特にカラチ都市圏では、peti（スーツケース）と言う用語が1洛叉パキスタン・ルピーを意味している。ムハンマド・ジア＝ウル＝ハク政権時、最大の通貨が100ルピー紙幣であったため、1洛叉パキスタン・ルピーが小さなスーツケースいっぱいになることに由来する。ムハンマド・ジア＝ウル＝ハクの航空事故死（1988年8月17日）後も、1ペーティーは1洛叉パキスタン・ルピーを意味する物として呼ばれ続けている。

## 語源と他言語での表記
サンスクリットlakṣaの語源は明らかでない。モニエル＝ウィリアムズの辞典によると、ある人はカイガラムシなどを原料とする顔料を意味するラークシャー(लाक्षा lākṣā)をこの語と関係づけ、10万もの虫から顔料が取られるからだとする。パウル・ティーメによると、この語はインド・ヨーロッパ祖語でサケを意味する*laks(o)-と関係し、サケが産卵のために無数の群れをなして川をのぼってくるところから十万の意味に転じたとする。lakṣaの子音連結-kṣ-はプラークリットでは長子音に転じ（パーリ語: lakkha）、ヒンディー語ではさらに長子音が単純子音に変じて前の母音が代償延長し、語末の短いaが脱落したために規則的にlākhに変化した。同様の例は数の7にも見られる（サンスクリット: sapta、パーリ語: satta、ヒンディー語: sāt）。

### 南アジア系言語
- アッサム語: লাখ lakh
- ウルドゥー語: لاکھ lākh
- オリヤー語: ଲକ୍ଷ lakhya
- カシミール語:  lach
- カンナダ語: ಲಕ್ಷ laksha
- グジャラート語: લાખ lākh
- コンカニ語: लाख lākh、लक्ष lakṣa
- サンスクリット: लक्ष lakṣá
- シンド語: lakhu
- シンハラ語: ලක්ෂ laksha
- タミル語 : லட்சம் latcham
- ディベヒ語: ލައްކަ lakka
- テルグ語: లక్ష lakṣha
- トゥル語: ಲಕ್ಷ laksha
- ネパール語: लाख lākh
- パシュトー語: لاکھ lakh
- パンジャーブ語: ਲੱਖ/لکھ lakkh
- ヒンディー語: लाख lākh
- ベンガル語: লাখ lakh、লক্ষ lokkho
- マラーティー語: लाख lākh、लक्ष lakṣa
- マラヤーラム語: ലക്ഷം lakṣham
- ロマ語: लाख lakh

### 南アジア系言語以外の言語
- 日本語: 洛叉 らくしゃ, rakusha 、ラーク rāku
- アラビア語:لاك lāk
- インドネシア語: laksa
- アゼルバイジャン語: lakca
- 中国語: 拉克 lākè 、仏教用語では: 洛叉 luòchāとも。
- ギリシャ語: lákka
- ジャワ語: laksa
- スワヒリ語: laki、lakhi
- タイ語: ลักขะ lakkha 、ลักษะ laksa
- タガログ語: laksa
- トルコ語: laka
- パンパンガ語: laksâ
- ペルシア語: لک lak
- マルタ語: gommalakka
- ラテン語: lactum / lactae
- ロシア語: лакх lakx 、лак lak